# Sergei Wladimirowitsch Andronow
Sergei Wladimirowitsch Andronow (russisch Сергей Владимирович Андронов, englisch Sergei Andronov; * 19. Juli 1989 in Pensa, Russische SFSR, Sowjetunion) ist ein russischer Eishockeyspieler, der seit August 2014 beim HK ZSKA Moskau in der Kontinentalen Hockey-Liga unter Vertrag steht.

## Karriere
Sergei Andronow begann seine Karriere als Eishockeyspieler in seiner Heimatstadt in der Nachwuchsabteilung von Disel Pensa, für dessen zweite Mannschaft er in der Saison 2004/05 in der drittklassigen Perwaja Liga aktiv war. Zur folgenden Spielzeit wechselte der Flügelspieler zur ebenfalls drittklassig spielenden zweiten Mannschaft des HK Lada Toljatti, für dessen Profimannschaft er anschließend dreieinhalb Jahre lang in der höchsten russischen Spielklasse auflief, zunächst zwei Jahre lang in der Superliga und anschließend eineinhalb Jahre lang in der neu gegründeten Kontinentalen Hockey-Liga.
Im Dezember 2009 wechselte Andronow zu Lada Toljattis Ligarivalen HK ZSKA Moskau, für den er bis zum Ende der Saison 2009/10 in insgesamt 22 Spielen fünf Tore erzielte und weitere drei Vorlagen gab. Im Juli 2012 verlängerte Andronow seinen Vertrag beim ZSKA zunächst um zwei Jahre, entschied sich dann jedoch zu einem Wechsel nach Nordamerika. Dort erhielt er einen Einjahresvertrag bei den Peoria Rivermen aus der American Hockey League (AHL). In der Saison 2013/14 spielte er für die Chicago Wolves in der AHL, ehe er im August 2014 zum HK ZSKA Moskau zurückkehrte.

### International
Für Russland nahm Andronow an der U18-Junioren-Weltmeisterschaft 2007 sowie der U20-Junioren-Weltmeisterschaft 2009 teil. Dabei gewann er mit seinen Mannschaften die Gold- bzw. Bronzemedaille. Bei der U20-WM wurde er zudem zu einem der drei besten Spieler seiner Mannschaft gewählt. Mit der A-Nationalmannschaft gewann er die Bronzemedaille bei den Weltmeisterschaften 2017 und 2019, bevor bei den Winterspielen 2018 unter neutraler Flagge der Olympiasieg folgte.

## Erfolge und Auszeichnungen
- 2011 Charlamow-Pokal-Gewinn mit Krasnaja Armija Moskau

### International
| - 2007 Goldmedaille bei der U18-Junioren-Weltmeisterschaft - 2009 Bronzemedaille bei der U20-Junioren-Weltmeisterschaft - 2017 Bronzemedaille bei der Weltmeisterschaft | - 2018 Goldmedaille bei den Olympischen Winterspielen - 2019 Bronzemedaille bei der Weltmeisterschaft - 2022 Silbermedaille bei den Olympischen Winterspielen |

## Statistik
(Stand: Ende der Saison 2018/19)